# Stefan Schiebelhuth
Stefan Schiebelhuth ist ein deutscher Radiomoderator, Redakteur und Nachrichtensprecher.

## Leben
Schiebelhuth begann seine Karriere beim Hessischen Rundfunk (hr) 1986 mit der Betreuung des Videotextes. 1990 baute er zusammen mit Jürgen Kolb die Präsentationsredaktion Hörfunk des hr auf, in der er bis 2000 an der Produktion von Trailern und Programmhinweisen mitwirkte. Neben seiner Sprechertätigkeit in hr2 moderierte er von 1989 bis 1995 auf hr1 die Sendungen Cafeteria und Bistro, sowie auf hr4 unter anderem den Musikpavillon und die Morgensendung Mit hr4 in den Tag. 2001 wechselte er in die hr-Nachrichtenredaktion und ist seitdem Sprecher und Redakteur der hr1- und hr3-Nachrichtensendungen. Zudem ist Schiebelhuth als Synchronsprecher tätig und kommentiert für den Hessischen Rundfunk Reisedokumentationen.
Bereits von 1989 bis 1990 sprach Schiebelhuth das Wetter der ARD-Tagesschau. Als Mitarbeiter der hr-Wetterredaktion übernimmt er diese Aufgabe seit 2012 erneut, jeweils eine Woche pro Monat im Wechsel mit Martin Daume und Joachim Pütz.
Seit 2020 ist Schiebelhuth auch Wetterexperte im Programm Bremen Eins von Radio Bremen.